# Ácido déltico
El ácido déltico o dihidroxiciclopropenona es un compuesto orgánico con fórmula química C3O(OH)2. Puede ser visto como una cetona y un alcohol doble de la ciclopropanona. A temperatura ambiente, es un sólido blanco estable, soluble en éter, que se descompone (algunas veces explosivamente) entre 140 °C y 180 °C, y reacciona lentamente con agua.

## Sales
El ácido déltico es considerado un ácido porque, como en la mayoría de los alcoholes, los grupos hidroxilo pueden perder su protón (H+) (pK1 = 2,57; pK2 = 6,03), dejando atrás el anión simétrico C3O32−, denominado deltato. Las primeras sales deltato (de litio y potasio) fueron descritas en 1976 por Eggerding y West. El deltato de dilitio Li2C3O3 es un sólido blanco soluble en agua.. Del mismo modo que otros dianiones cíclicos con fórmula (CO)n2−, el anión deltato tiene una aromaticidad pronunciada, que contribuye a su estabilidad especial.

## Síntesis
El ácido déltico fue obtenido originalmente por fotólisis del éster escuarato de bis(trimetilsililo), que por la pérdida de un grupo carbonilo (CO) del anillo se convertía en deltato de bis(trimetilsililo). La descomposición del último por el etanol condujo al ácido déltico.  El ácido también puede ser preparado por la reacción del escuarato de plata y el cloruro de trimetilsililo.